# Sabulodes mimulata
Sabulodes mimulata är en fjärilsart som beskrevs av Charles Oberthür 1911. Sabulodes mimulata ingår i släktet Sabulodes och familjen mätare. Inga underarter finns listade.